# Екгард Крістіан
Екгард Крістіан (нім. Eckhard Christian; 1 грудня 1907, Шарлоттенбург — 3 січня 1985, Бад-Кройцнах) — німецький офіцер, генерал-майор люфтваффе. Кавалер Німецького хреста в сріблі.

## Біографія
В 1926 році поступив на службу в рейхсмаріне, в 1928-1929 роках навчався в офіцерській школі. В 1934 році перейшов у люфтваффе, служив у Варнемюнде, з 1 жовтня 1935 року — в Кілі. В липні 1938 року переведений у генштаб. В якості пілота брав участь у Нарвікській битві. З 1 червня 1940 року — особистий офіцер штабу Альфреда Йодля, переведений в штаб-квартиру фюрера. На цій посаді майже щодня взаємодіяв з Адольфом Гітлером. З 1 вересня 1944 року — начальник штабу люфтваффе. В квітня 1945 року перебував у фюрербункері, 22 квітня представляв Германа Герінга і Карла Коллера на нараді під час битви за Берлін, після чого отримав наказ вирушити у Фленсбург, в штаб-квартиру Карла Деніца. В травні 1945 року взятий у полон британськими військами, звільнений 7 травня 1947 року.

## Особисте життя
2 лютого 1943 року одружився з Гердою Дарановскі, секретаркою Гітлера. В 1946 році Герда подала на розлучення: вона не змогла пробачити Екгарда за те, що він залишив її у фюрербункері. 
Крістіан був другом генерала авіації Вернера Крайпе.

## Нагороди
- Комбінований Знак Пілот-Спостерігач з діамантами
- Медаль «За вислугу років у Вермахті» 4-го і 3-го класу (12 років)
- Залізний хрест 2-го і 1-го класу
- Нарвікський щит
- Хрест Воєнних заслуг 2-го і 1-го класу з мечами
- Орден Хреста Свободи 2-го класу з мечами (Фінляндія) (18 серпня 1943)
- Німецький хрест в сріблі (10 травня 1945)